# Kepler-419
Kepler-419 es una estrella de secuencia principal de tipo F ubicada a unos 3.400 años luz de la Tierra en la constelación de Cygnus. Se encuentra dentro del campo de visión de la nave espacial Kepler, el satélite que la Misión Kepler de la NASA utilizó para detectar planetas que pueden estar transitando por sus estrellas. En 2012, se detectó un potencial compañero planetario en una órbita muy excéntrica alrededor de esta estrella, pero su naturaleza planetaria no se confirmó hasta el 12 de junio de 2014, cuando fue bautizado como Kepler-419b. En el mismo artículo se anunció un segundo planeta que orbita más lejos de la estrella, llamado Kepler-419c.